# Flughafen Saint-Étienne – Bouthéon

i7
i11
i13
Der Flughafen Saint-Étienne–Bouthéon (französisch Aéroport de Saint-Étienne-Loire, IATA-Code: EBU, ICAO-Code: LFMH) ist ein französischer Flughafen im Département Loire in der Region Auvergne-Rhône-Alpes, rund zwölf Kilometer nordwestlich von Saint-Étienne.
Im Jahr 1962 erfolgte die Eröffnung des Flughafens unter dem Namen Saint-Étienne–Bouthéon, da er sich auf dem Gebiet der französischen Gemeinde Bouthéon befand. Der Flughafen ist auch unter dem Namen Saint-Étienne-Loire bekannt. Angeflogen wurden unter anderem die Ziele Fes (Marokko),
Porto (Portugal), Istanbul (Türkei) und Oran (Algerien). Da der Flughafen aufgrund der Konkurrenz von Lyon schwere Verluste erwirtschaftete, wurde der kommerzielle Betrieb im Oktober 2017 wieder eingestellt.